# Хаббард, Чарльз Эдвард
Чарльз Эдвард Хаббард (англ. Charles Edward Hubbard, 23 мая 1900 — 8 мая 1980) — британский ботаник, признанный «мировым авторитетом по классификации и распознаванию трав».

## Биография
Чарльз Эдвард Хаббард родился 23 мая 1900 года в Норфолке; его отец, которого тоже звали Чарльз Эдвард Хаббард, был главным садовником в Appleton House.
В 1920 году Хаббард поступил в Королевские ботанические сады Кью, первоначально работая в дендрарии; в сентябре 1922 года он получил должность в гербарии под началом С. Т. Данна и в 1923 году начал там работать . Чарльз Эдвард был энергичным и талантливым молодым человеком, который начал изучать травы. В 1957 году Хаббард получил должность хранителя гербария и библиотеки в Кью. Позже он был назначен заместителем директора Королевских ботанических садов Кью. В 1965 году Чарльз Эдвард ушёл в отставку. Он был награждён Медалью Линнея за его работу в качестве систематика трав. Хаббард внёс значительный вклад в ботанику, описав множество видов растений.
Чарльз Эдвард Хаббард умер 8 мая 1980 года.

## Научная деятельность
Чарльз Эдвард Хаббард специализировался на семенных растениях.

## Некоторые публикации
- 1940. Hubbard, CE; RE Vaughan. The Grasses of Mauritius & Rodriguez.
- 1948. Hutchinson, J; CE Hubbard. British Flowering Plants. Evolution & classification of families & genera, with notes on their distribution ... & an account of the Gramineae × CE Hubbard.
- 1952. Hubbard, CE; EWB Redhead; P Taylor; WB Turrill; B Verdcourt. Flora of Tropical East Africa. Edits.: W. B. Turrill & E. Milne Redhead.
- 1958. Hubbard, CE; G Jackson; PO Wiehe. An Annotated Check List of Nyasaland Grasses, Indigeneous & Cultivated.
- 1968. Grasses (Pelican). Penguin Books Ltd. 464 pp. ISBN 0-14-020295-1.
- 1992. Grasses: A Guide to Their Structure, Identification, Uses & Distribution: v. 1 (Penguin Press Science). Ed. Penguin Books Ltd. 480 pp. ISBN 0-14-013227-9.

## Почести
Род растений Hubbardochloa P.Auquier (1980) семейства Злаки был назван в его честь.
В его честь были также названы следующие виды растений:
- Chenopodium hubbardii Aellen[8]
- Carex hubbardii Nelmes[9]
- Sauropus hubbardii Airy Shaw[10]
- Acacia hubbardiana Pedley[11]
- Pandanus hubbardii H.St.John[12]
- Acroceras hubbardii (A.Camus) Clayton[13]
- Digitaria hubbardii Henrard[14]
- Poa hubbardiana Parodi[15]
- Tristachya hubbardiana Conert[16]
- Festulpia × hubbardii Stace & R.Cotton[17]
- Ischaemum hubbardii Bor[18]
- Iseilema hubbardii Uppuluri[19]
- Lolium × hubbardii Jansen & Wachter ex B.K.Simon[20]
- Phleum hubbardii D.Kováts[21]
- Sporobolus hubbardii A.Chev.[22]
- Triodia hubbardii N.T.Burb.[23]